# Хайек, Джули
Джули Линн Хайек (англ. Julie Lynne Hayek; род. 4 октября 1960 года) — американская актриса

, американская модель и фотомодель; победительница «Мисс США 1983».

## Биография
По отцовской линии — чешские и немецкие корни, по материнской линии — норвежские, шотландские, ирландские и английские. Её отец командир гражданского судна, её мать консультант старшей школы. Окончила Калифорнийский университет в Лос-Анджелесе через год после конкурса красоты Мисс США, со степенью бакалавра по биологии и второстепенным по психологии.

## Мисс США
В 1983 году завоевала титул Мисс Калифорния. Представляла штат на Мисс США 1983, проходивший в Ноксвилл, штат Теннесси. Стала четвёртой представительницей штата, завоевавшая национальный титул. В своей роли она встречалась с президентами, премьер-министрами и главами государств со всего мира. Хайек объединила свои силы с Бобом Хоупом и ООО, в поддержку военнослужащих и женщин страны. Она была специальным гостем и артистом на специальном выпуске шоу "Bob Hope's USO Christmas in Beirut", снятом на борту авианосца Шестого флота.

## Мисс Вселенная
Представляла страну на международном конкурсе красоты Мисс Вселенная 1983, прошедшим в Kiel Auditorium, Сент-Луис. Была победительницей в выходах, как купальный костюм и вечернее платье. Стала Первой Вице Мисс.

## После конкурса красоты

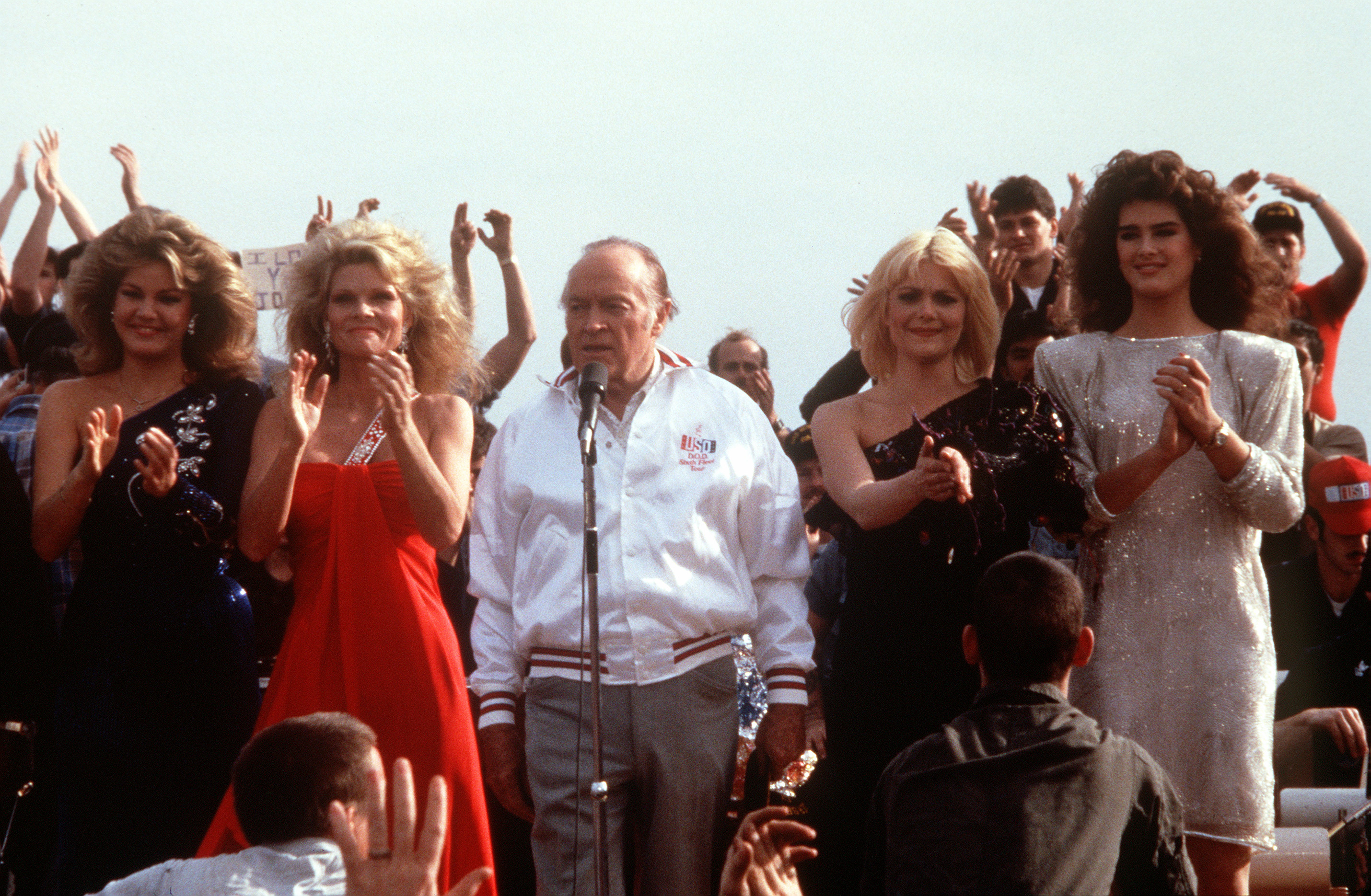
Выступающие в канун Рождества 1983 года ООО на борту New Jersey (BB-62) у побережья Бейрута, Ливан. (слева на право) Мисс США Джули Хайек, Кэти Ли Кросби, Боб Хоуп, Энн Джиллиан и Брук Шилдс

Как актриса появилась в сериале Даллас, Твин Пикс, Детективное агентство «Лунный свет», Мэтлок, Hunter, Хардбол и Как вращается мир. Она была специальным гостем на Вечернее шоу Джонни Карсона., и соведущей возрождённой телеигры Break the Bank. Была указана в титрах Коммандо (как стюардесса авиакомпании), как и фильмы Scandal in a Small Town и Seduction: Three Tales from the Inner Sanctum.
Позже, переехала в Нью-Йорк, чтобы стать моделью и биржевым трейдером. Была пресс-секретарём — Kodak, Victoria's Secret, Christian Dior, Warnaco, Natori, Mary McFadden, Tissot watches и Mattel. Работала с Vogue, Cosmopolitan, Sports Illustrated (четыре раза), Tattler, Health and Fitness и Hamptons. Была на обложке журнала Manhattan. Для конкурса Мисс США 2011, она с 31 победительницами снялась для журнала Time.
Хайек является агентом по недвижимости и пишет книгу о здоровье и фитнесе. Помимо своей профессиональной деятельности, поддерживает несколько благотворительных организаций. В настоящее время является активным волонтёром Американского общества по предотвращению жестокого обращения с животными.

## Фильмография
| Год  | Оригинальное название                          | Название на русском языке                       | Роль                     |
| ---- | ---------------------------------------------- | ----------------------------------------------- | ------------------------ |
| 1981 | The Fall Guy                                   | Каскадёры                                       | Салли                    |
| 1983 | Murder Me, Murder You                          | Убей меня, убей себя                            | Second French courier    |
| 1984 | Mike Hammer                                    | Детектив Майк Хаммер                            | Sandy                    |
| 1985 | Commando                                       | Коммандо                                        | Western Flight Attendant |
| 1985 | Hunter                                         | —                                               | Sheilla                  |
| 1986 | Moonlighting                                   | Детективное агентство «Лунный свет»             | Bridal Candidate         |
| 1986 | The Return of Mickey Spillane's Mike Hammer    | Детектив Майк Хаммер: Возвращение Майка Хаммера | Ticket cashier           |
| 1988 | Scandal in a Small Town                        | —                                               | Savannah                 |
| 1989 | Dallas                                         | Даллас                                          | Tanya Wilkinson          |
| 1989 | Hard Time on Planet Earth                      | Трудные времена на планете Земля                | Lana                     |
| 1989 | The Banker                                     | Банкир                                          | Terry                    |
| 1990 | Hardball                                       | Хардболл                                        | —                        |
| 1991 | Twin Peaks                                     | Твин Пикс                                       | Модель                   |
| 1992 | Seduction: Three Tales from the 'Inner Sanctum | —                                               | —                        |
| 1999 | As the World Turns                             | Как вращается мир                               | Spring Lake Nurse        |